# Spherophone

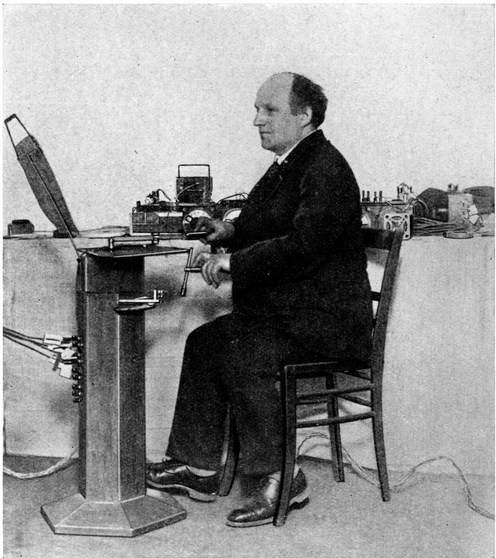
Jörg Mager jouant sur un sphérophone lors du festival de musique d'été de 1926 dans la ville de Donaueschingen, en Forêt-Noire.

Le spherophone, ou sphärophon, est un instrument de musique électrique qui a été fabriqué pour la première fois sous le nom d'« electrophon » vers 1921 par Jörg Mager, puis modifié, rebaptisé et exposé en 1926.

## Variantes
Mager a inventé deux variantes du spherophone. La première version était similaire à un Thérémine, mais la conception de Mager permettait de modifier le timbre du son produit et d'utiliser des hauteurs discrètes. Son deuxième prototype était basé sur un clavier mais utilisait également un oscillateur à radiofréquence. Cet instrument était capable de produire des quarts de ton à l'octave. Dans nombre de ses instruments, y compris le spherophone, Mager a expérimenté avec les haut-parleurs afin d'obtenir différents sons.

## Démonstration publique
Mager présente son nouvel instrument spécial au festival de Donaueschingen, en Allemagne, en 1926. Ce festival, créé en 1921 pour promouvoir de nouveaux types de musique, se tient encore dans la ville de Donaueschingen, dans le sud-ouest de l'Allemagne, juste au nord de Zurich, en Suisse.
Tout ce que l'on sait du Sphärophon provient de photos, de récits de témoins et de documents écrits. Il n'existe plus de sphärophon aujourd'hui, car ils ont tous été détruits avec tous les instruments de Mager, tels que le Partiturophon et le Kaléidophon, pendant la Seconde Guerre mondiale.